# Kamień (gemeente in powiat Rzeszowski)
De gemeente Kamień is een landgemeente in het Poolse woiwodschap Subkarpaten, in powiat Rzeszowski.
De zetel van de gemeente is in Kamień.
Op 30 juni 2004 telde de gemeente 6844 inwoners.

## Oppervlakte gegevens
In 2002 bedroeg de totale oppervlakte van gemeente Kamień 73,21 km², waarvan:
- agrarisch gebied: 69%
- bossen: 26%

De gemeente beslaat 6,01% van de totale oppervlakte van de powiat.

## Demografie
Stand op 30 juni 2004:
| Omschrijving                   | Totaal | Totaal | Vrouwen | Vrouwen | Mannen | Mannen |
| ------------------------------ | ------ | ------ | ------- | ------- | ------ | ------ |
| eenheid                        | aantal | %      | aantal  | %       | aantal | %      |
| inwoners                       | 6844   | 100    | 3397    | 49,6    | 3447   | 50,4   |
| bevolkingsdichtheid (inw./km²) | 93,5   | 93,5   | 46,4    | 46,4    | 47,1   | 47,1   |

In 2002 bedroeg het gemiddelde inkomen per inwoner 1299,52 zł.

## Administratieve plaatsen (sołectwo)
Kamień (sołectwa: Kamień-Górka, Kamień-Podlesie, Kamień-Prusina, Kamień-Krzywa Wieś), Nowy Kamień, Łowisko.

## Aangrenzende gemeenten
Jeżowe, Nowa Sarzyna, Raniżów, Sokołów Małopolski